# Robert Adrain

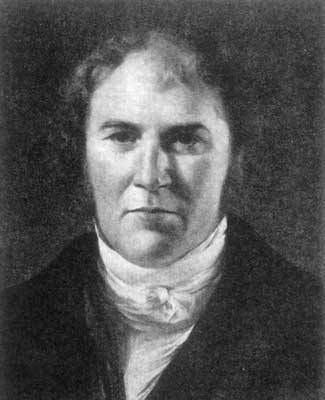
Robert Adrain

Robert Adrain (* 30. September 1775 in Carrickfergus; † 10. August 1843 in New Brunswick) war ein US-amerikanischer Mathematiker.

## Leben
Adrain war der Sohn eines Lehrers. Als Mathematiker war er im Wesentlichen Autodidakt. Mit 15 Jahren verlor er seine Eltern und sorgte für seine Geschwister als Schullehrer. Darin war er erfolgreich, so dass er 1798 heiraten konnte. Aus der Ehe gingen sieben Kinder hervor. Er nahm als Offizier auf Seiten der United Irishman beim Aufstand 1798 teil, wurde verwundet und wanderte in die USA aus, wo er sich in Princeton niederließ. Dort war er Lehrer an der Princeton Academy und ab 1800 Leiter (Principal) der York County Academy in York (Pennsylvania). Er war einer der Hauptautoren des 1804 gegründeten Mathematical Correspondent, der ersten mathematischen Zeitschrift der USA. Herausgeber war George Baron und ab 1807 Adrain, was er nach einem Jahr zugunsten seiner eigenen Zeitschrift The Analyst aufgab. Auch diese Zeitschrift bestand nur kurz, da das mathematische Leben in den USA damals kaum entwickelt war (ein prominenter weiterer Mathematiker war Nathaniel Bowditch).
1805 wurde Adrain Schulleiter an der Academy in Reading (Pennsylvania) und von 1809 bis 1813 war er Mathematikprofessor am Queen’s College in New Brunswick, der heutigen Rutgers University. Von 1813 bis 1826 lehrte er am Columbia College (der späteren Columbia University) in New York. Danach war er wieder am Rutgers College in New Brunswick und von 1828 bis 1834 an der University of Pennsylvania, an der er Vice Provost war, aber gebeten wurde zu gehen, nachdem er die Disziplin in seinen Klassen nicht aufrechterhalten konnte und wohl auch auf zu hohem Niveau lehrte.
In seinen Beiträgen zum Mathematical Correspondent befasste sich Adrain unter anderem mit Zahlentheorie, der Erdfigur (mit einem verbesserten Wert der Abplattung gegenüber Pierre Simon de Laplace), der Kettenlinie und mit der Methode der kleinsten Quadrate. 1808 veröffentlichte er (vor Carl Friedrich Gauß) über die Normalverteilung.
Adrain gründete einige der frühesten mathematischen Zeitschriften der USA, 1808 und 1814 The Analyst, die aber nur kurz bestanden, und 1825 die mehr populärwissenschaftlichere Zeitschrift Mathematical Diary, die sieben Jahre bestand.
Nachgelassene Manuskripte von Adrain wurden in den 1940er Jahren von M. J. Babb von der University of Pennsylvania untersucht, sind aber nach dessen Tod 1945 verschollen.
Adrain war Mitglied der American Academy of Arts and Sciences und der American Philosophical Society.